# جولیا بلوگلاوزوا
جولیا بلوگلاوزوا (انگلیسی: Julia Beloglazova؛ زادهٔ ۲۸ دسامبر ۱۹۸۷) اسکیت‌باز نمایشی اهل اوکراین است. وی همچنین از اسکیت‌بازان نمایشی در بازی‌های المپیک زمستانی ۲۰۰۶ بوده‌است.